# Настя и Егор
«Настя и Егор» — второй короткометражный фильм Алексея Балабанова, снятый на Свердловской киностудии в 1987 году. Рассказывает о становлении легенд Свердловского рока — гитаристе Егоре Белкине и певице Насте Полевой.
Этот фильм отражает непростые отношения будущих супругов. Создается впечатление, что «Урфин Джюс» Белкина, находясь в значительном отставании от «Наутилуса», так и не смог найти свою нишу. В результате продюсер коллективов Илья Кормильцев переманил Белкина к Бутусову.
В сущности, «Настя и Егор» является логическим продолжением фильма «Раньше было другое время». Стоит заметить, что имя Алексея Балабанова упоминается в совместном проекте Кирилла Котельникова «Уральская волна» — этакой эпической саге 1990 года о всём течении свердловского рока.

## Саундтрек
- Урфин Джюс — Контакт
- Настя — Клипсо-Калипсо
- Julie Covington & Paul Jones — I’d Be Surprisingly Good For You
- Sting — Fragile
- Синяя Птица — Между мною и тобою
- Настя — Ночные братья
- Настя — Танец на цыпочках